# Dasyhelea awadi
Dasyhelea awadi är en tvåvingeart som beskrevs av Boorman och Harten 2002. Dasyhelea awadi ingår i släktet Dasyhelea och familjen svidknott. Inga underarter finns listade i Catalogue of Life.